# Columbia, Mississippi
Columbia là một thành phố thuộc quận Marion, tiểu bang Mississippi, Hoa Kỳ. Năm 2010, dân số của thành phố này là 6 582 người.

## Dân số
- Dân số năm 2000: 6 626 người.
- Dân số năm 2010: 6 582 người.